# Spirotaenia
Spirotaenia — рід базальних зелених водоростей, які можуть бути сестрами Chlorokybophyceae. Раніше він вважався частиною Zygnemataceae. Рід аберантний, це спосіб розмноження, який раніше був відомий лише в Zygnemataceae/Mesotaeniaceae, сестринських групах наземних рослин. Це дивно, оскільки Spirotaenia є набагато більш базальним. Процес кон'югації є суттєво аберантним. Spirotaenia насправді може бути більш ніж однією окремою лінією, яка може не бути тісно пов'язаною.